# Johann Weiß (Maler)
Johann Weiß (* 4. Januar 1738 in Rettenberg; † 31. Dezember 1776 in Kaufbeuren) war ein Allgäuer Freskenmaler, der hauptsächlich in der Erzdiözese Salzburg tätig war.

## Leben
Johann Weiß stammt aus einer Allgäuer Künstlerfamilie. Er wurde häufig als „Johann Weiß von Augsburg“ bezeichnet, was darauf hindeutet, dass er dort ausgebildet wurde. 1765/66 war er in Wien ansässig, 1767 an der Wiener Akademie eingeschrieben. Weiß schuf hauptsächlich Fresken für Kirchen in der Erzdiözese Salzburg. 1765 bewarb er sich um die Ausmalung der Pfarrkirche von Böckstein, in seinem Bewerbungsschreiben gab er unter anderem an, dass er in der Stiftskirche St. Peter in Salzburg Fresken gemalt habe. Deren Urheberschaft ist allerdings nicht völlig geklärt, ein Teil der Fresken wird Franz Xaver König zugeschrieben. Dieser wird in den Archiven von St. Peter als Maler genannt, hat aber möglicherweise den Auftrag an Weiß weitergegeben. Das Werk von Johann Weiß steht am Übergang vom Barock zum Rokoko und zeigt Einflüsse sowohl der Augsburger als auch der Wiener Schule, unter anderem von Paul Troger und Franz Anton Maulbertsch.

## Werke

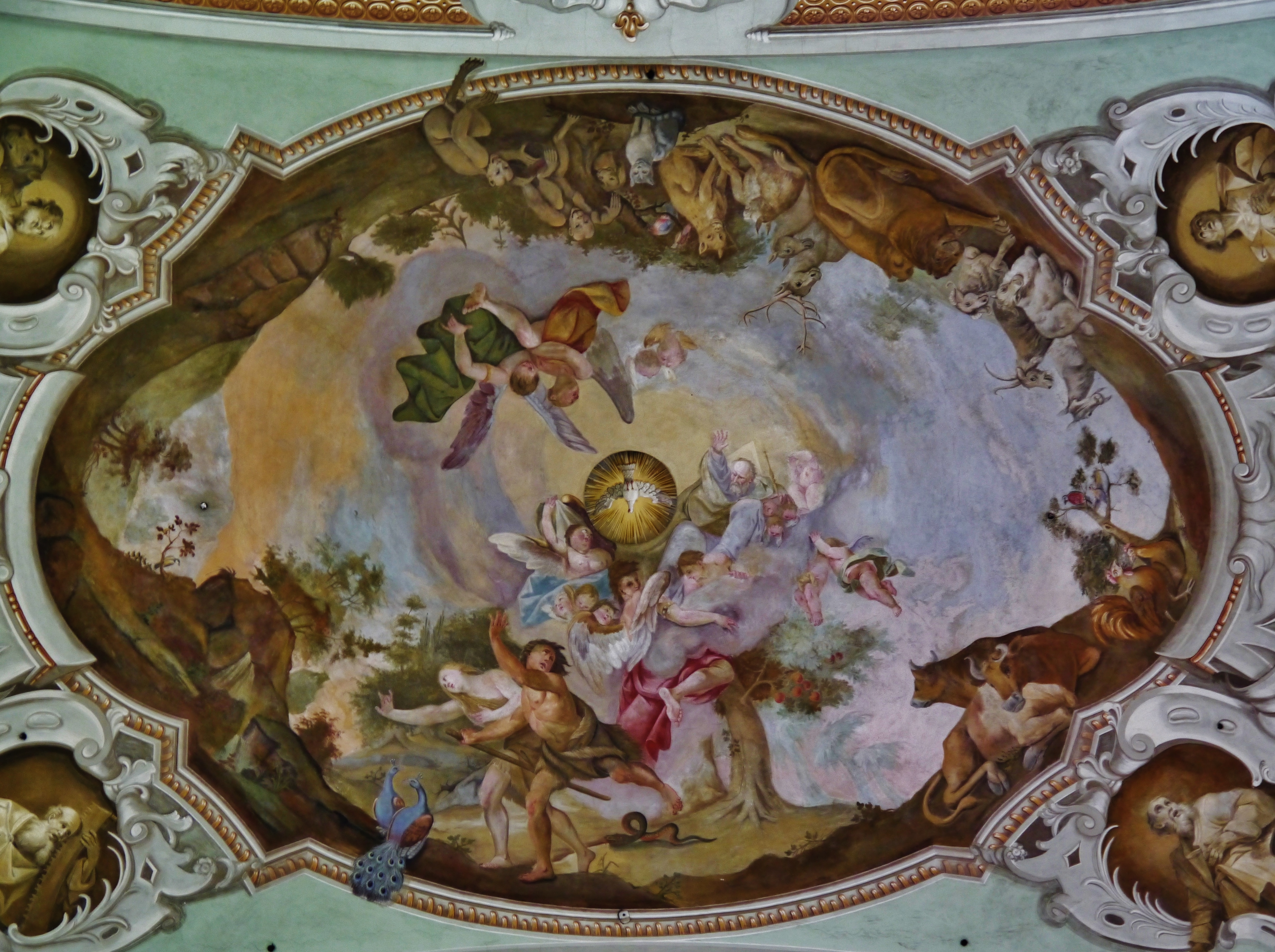
Deckenfresko Vertreibung aus dem Paradies, Pfarrkirche Hopfgarten i. Br.

- Deckenfresken, Stiftskirche St. Peter, Salzburg, 1764
- Deckenfresken, Pfarrkirche Hopfgarten im Brixental, 1764[1]
- Deckenfresken, Pfarrkirche Itter, 1764[2]
- Deckenfresken, Pfarrkirche Böckstein, 1765
- Seitenaltarblatt, Filialkirche hl. Nikolaus, Torren, 1759